# Boa noite, Vitinho! (álbum)

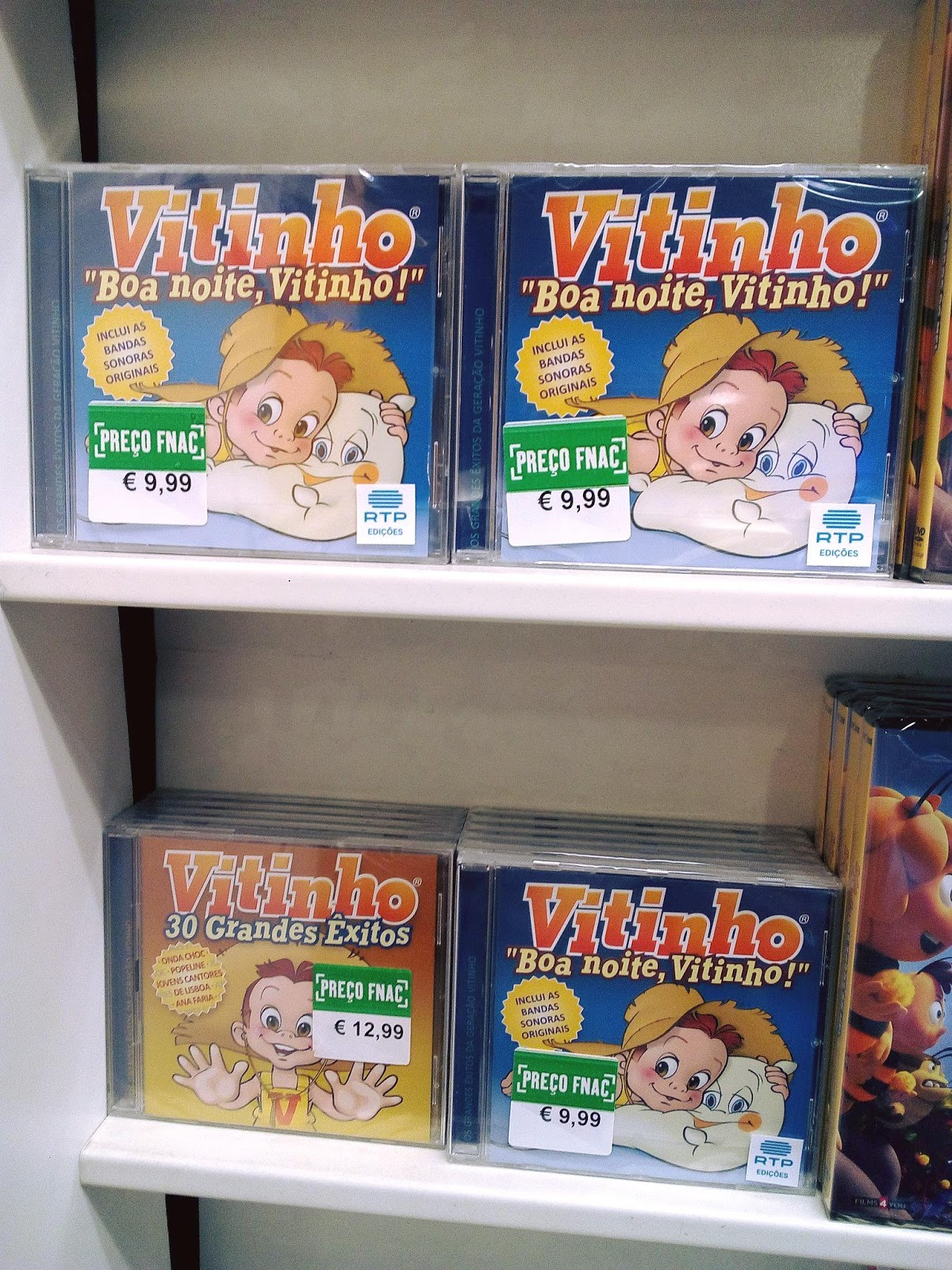
O álbum Boa noite, Vitinho! nas lojas Fnac.

Boa noite, Vitinho! é uma compilação musical com todos os temas do «Vitinho». Foi editado em CD pela editora discográfica multinacional Sony Music a 1 de junho de 2018 para assinalar o Dia Mundial da Criança em Portugal.
Este disco, produzido por Renato Carrasquinho, recuperou e reuniu, pela primeira vez, todas as bandas sonoras da famosa série de animação infantil homónima transmitida pela Rádio e Televisão de Portugal (RTP1) entre a década de 1980 e a década de 1990, nomeadamente todos os temas que serviram para embalar as crianças que aguardavam que o personagem Vitinho lhes viesse anunciar a hora de ir para a cama dormir. As canções resistiram ao tempo e continuam a enternecer os que cresceram com elas e que agora as cantam aos mais novos.
Possui interpretações de Isabel Campelo, Dulce Neves, Eugénia Melo e Castro, Paulo de Carvalho, Lena d'Água e Ministars.
Além da sua comercialização em suporte físico de Compact Disc (CD), o álbum também foi disponibilizado pela Sony Music Entertainment para distribuição digital nas principais plataformas portuguesas e internacionais, tais como a Amazon.com, o Spotify e o iTunes.

## Alinhamento de faixas
| CD - Boa noite, Vitinho! |                                          |                                     |                                 |         |  |
| N.º                      | Título                                   | Compositor(es)                      | Artista                         | Duração |  |
| 1.                       | "Boa noite, Vitinho! (1)"                | João Mendes Martins / José Calvário | Isabel Campelo                  | 00:57   |  |
| 2.                       | "Boa noite, Vitinho! (1)"                | João Mendes Martins / José Calvário | Caixinha de Música              | 01:03   |  |
| 3.                       | "Cantiga de Embalar (1)"                 | João Mendes Martins / José Calvário | Isabel Campelo                  | 02:48   |  |
| 4.                       | "Cantiga do Miluvit"                     | João Mendes Martins / José Calvário | Isabel Campelo                  | 04:00   |  |
| 5.                       | "Boa noite, Vitinho! (2)"                | João Mendes Martins / José Calvário | Dulce Neves                     | 03:05   |  |
| 6.                       | "Boa noite, Vitinho! (3)"                | João Mendes Martins / José Calvário | Eugénia Melo e Castro           | 02:10   |  |
| 7.                       | "Boa noite, Vitinho! (3)"                | João Mendes Martins / José Calvário | Caixinha de Música              | 01:03   |  |
| 8.                       | "Cantiga de Embalar (2)"                 | João Mendes Martins / José Calvário | Paulo de Carvalho & Lena d'Água | 02:04   |  |
| 9.                       | "Boa noite, Vitinho! (4)"                | João Mendes Martins / José Calvário | Paulo de Carvalho               | 02:08   |  |
| 10.                      | "O Barquinho Encantado"                  | Renato Carrasquinho                 | Ministars                       | 03:15   |  |
| 11.                      | "Dorme, Meu Bebé (Dorme um bom soninho)" | Renato Carrasquinho                 | Ministars                       | 02:27   |  |
| 12.                      | "Faz ó-ó (Vá lá, meu bebé)"              | Renato Carrasquinho                 | Ministars                       | 02:01   |  |
| Duração total:           | Duração total:                           | Duração total:                      | Duração total:                  | 26:58   |  |